# Tuberaria
Tuberaria es un género de plantas de flores con 27 especies de la familia Cistaceae. 
Es nativo del occidente y sur de Europa donde se produce en lugares secos y pedregosos, a menudo cerca del mar. 

## Descripción
Las hojas se encuentran en una roseta en la base de la planta y, a continuación, opuestas en el tallo, son simples, ovales de 2-5 cm de longitud y 1-2 cm de ancho. Las flores son de 2-5 cm de diámetro, con cinco pétalos, de color amarillo con una mancha roja en la base de cada pétalo, la mancha roja actúa como un «objetivo» para los insectos polinizadores. 
Especies de Tuberaria se utilizan como plantas alimenticias por las larvas de algunas especies de Lepidopteras, incluidas algunas del género Coleophora. 

## Especies seleccionadas
| - Tuberaria acuminata - Tuberaria brevipes - Tuberaria colombina - Tuberaria commutata - Tuberaria discolor - Tuberaria echioides - Tuberaria gallaecica - Tuberaria globulariaefolia | - Tuberaria glomerata - Tuberaria guttata - Tuberaria inconspicua - Tuberaria lignosa - Tuberaria lipopetala - Tuberaria macrocephala - Tuberaria major - Tuberaria melastomatifolia | - Tuberaria nervosa - Tuberaria patula - Tuberaria perennis - Tuberaria plantaginea - Tuberaria praecox - Tuberaria villosissima - Tuberaria viscida - Tuberaria vulgaris |

## Sinonimia
- Therocistus Holub